# Sede titolare di Jamestown
Jamestown (in latino Dioecesis Iacobolitana) è una sede titolare della Chiesa cattolica.

## Storia
Il titolo di Jamestown fa riferimento alla diocesi omonima, eretta da papa Leone XIII il 10 novembre 1889; il 6 aprile 1897, in seguito al trasferimento della sede vescovile da Jamestown a Fargo, la diocesi assunse il nome di diocesi di Fargo.
Dal 1995 Jamestown è annoverata tra le sedi vescovili titolari della Chiesa cattolica; la sede è vacante dal 20 dicembre 2024.

## Cronotassi dei vescovi titolari
- David Allen Zubik (18 febbraio 1997 - 10 ottobre 2003 nominato vescovo di Green Bay)
- Gaetano Aldo Donato † (21 maggio 2004 - 25 agosto 2015 deceduto)
- John Gregory Kelly (16 dicembre 2015 - 20 dicembre 2024 nominato vescovo di Tyler)